# Arratia-Nervión
La comarca de Arratia-Nervión (en euskera, Arratia-Nerbioi) es el territorio de Vizcaya (País Vasco, España) formado por los valles de Arratia y Nervión. Situado en el sur de la provincia, limita al sur con Álava y al norte con las comarcas de Las Encartaciones, Gran Bilbao y Duranguesado. Tiene una población de 27.139 habitantes (INE 2014).

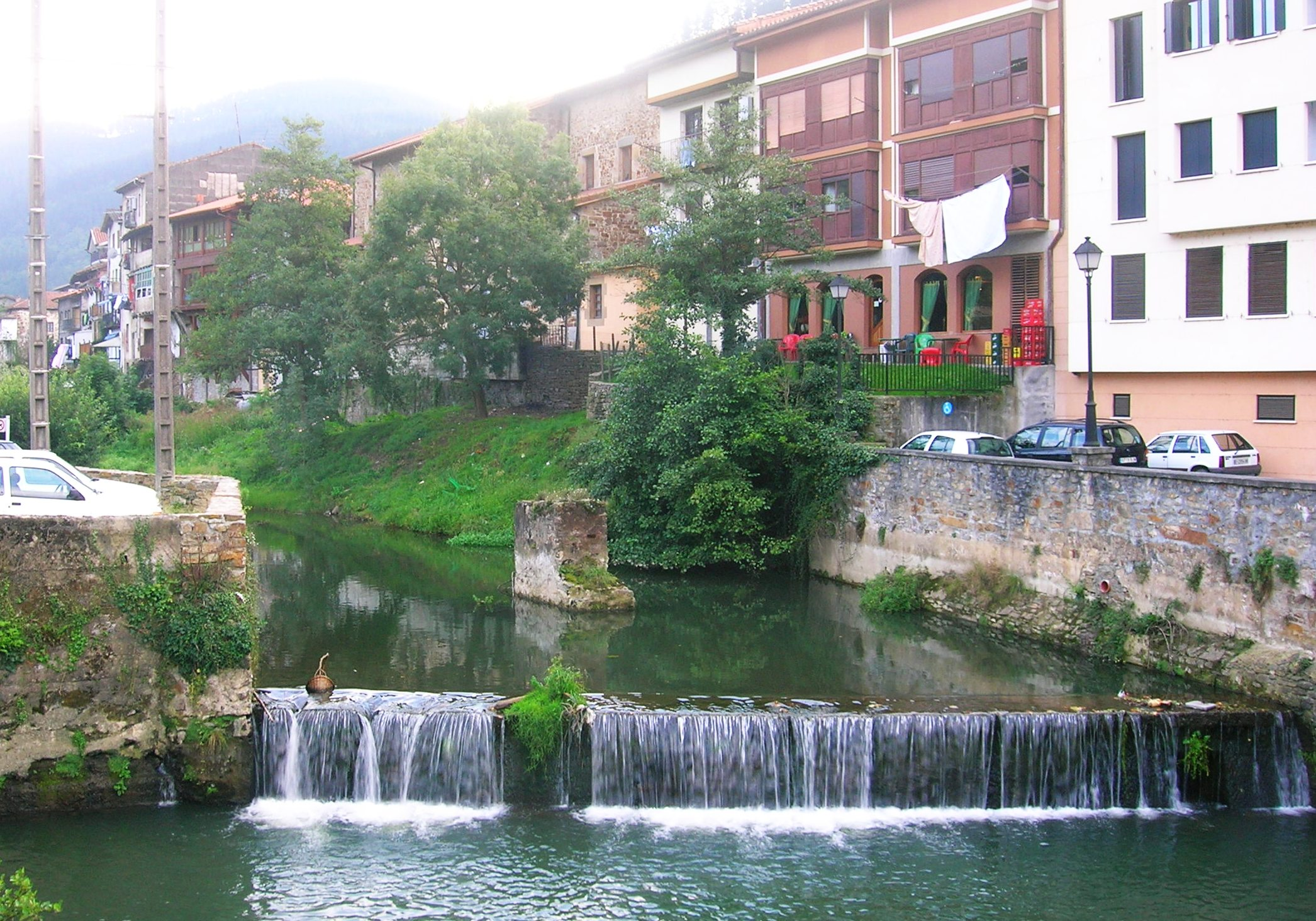
El río Arratia a su paso por Areaza-Villaro.

Está formada por los siguientes municipios:
- Aracaldo
- Aránzazu
- Arrancudiaga
- Artea
- Ceánuri
- Ceberio
- Dima
- Lemona
- Miravalles
- Ochandiano
- Orduña
- Orozco
- Ubidea
- Villaro
- Vedia
- Yurre (cabecera comarcal)

## Composición de los ayuntamientos de Arratia-Nervión
Elecciones municipales de 2011.
|    | MUNICIPIO    | PNV | Bildu | PSE-EE | PP | AHP | ADIE | Alkarlanien | ID |
| -- | ------------ | --- | ----- | ------ | -- | --- | ---- | ----------- | -- |
| 1  | Aracaldo     | 3   | 2     |        |    |     |      |             |    |
| 2  | Aránzazu     | 4   | 3     |        |    |     |      |             |    |
| 3  | Arrancudiaga | 3   | 4     |        |    |     |      |             |    |
| 4  | Artea        | 3   | 2     |        |    | 2   |      |             |    |
| 5  | Ceánuri      | 5   | 4     |        |    |     |      |             |    |
| 6  | Ceberio      | 4   | 5     |        |    |     |      |             |    |
| 7  | Dima         | 4   | 5     |        |    |     |      |             |    |
| 8  | Lemona       | 5   | 5     | 1      |    |     |      |             |    |
| 9  | Miravalles   | 7   | 4     |        |    |     |      |             |    |
| 10 | Ochandiano   | 2   | 7     |        |    |     |      |             |    |
| 11 | Orduña       | 4   | 6     |        | 1  |     |      |             |    |
| 12 | Orozco       | 4   | 2     |        |    |     | 6    |             |    |
| 13 | Ubidea       | 1   |       |        |    |     |      | 4           |    |
| 14 | Villaro      | 5   | 4     |        |    |     |      |             |    |
| 15 | Vedia        | 5   | 2     |        |    |     |      |             |    |
| 16 | Yurre        | 5   | 5     |        |    |     |      |             | 1  |

En negrita la lista más votada.